# Эстония на «Евровидении-2019»
Эстония участвовала на конкурсе песни «Евровидение 2019» в Тель-Авиве, Израиль. Участника выбирали на национальном отборе Eesti Laul 2019, организованный Эстонской общественной телерадиовещательной корпорацией. Эстонию на конкурсе песни Евровидение 2019 представил Виктор Крон с песней «Storm» («Шторм»). Песню написал Виктор Крон совместно со Стигом Рястой, Валло Кикасом, Фредом Кригером и Себастьяном Лестапером. Эстония выступила во 2-м полуфинале, заняв 4-е место и набрав 198 баллов. Эстония прошла в финал, заняв 20-е место и набрав 76 баллов.

## Национальный отбор
Eesti Laul 2019 стал 11-м национальным отбором, в данном случае на конкурс песни «Евровидение 2019». Он состоял из двух полуфиналов, которые состоялись 31 января и 2 февраля 2019 года соответственно, и финала, который состоялся 16 февраля 2019 года. В финал вошли лучшие 10 песен из двух полуфиналов. Весь отбор вещался ETV и онлайн на сайте err.ee.

### Формат
Национальный отбор состоит из двух полуфиналов и финала. Полуфиналы состоялись 31 января и 2 февраля 2019 года соответственно, а финал — 16 февраля 2019 года. В каждом полуфинале стали участвовать по 12 песен, и лишь те, которые вошли в шестёрку сильнейших в обоих полуфиналах, прошли в финал. В награду победителю национального отбора, который представил Эстонию на конкурсе песни Евровидение 2018, присуждался денежный приз в размере €3,000. Эстонские авторы песен, соцсети и артисты, занявшие первые три места, также награждаются денежными призами по €1,000.

### Участники
1 октября 2018 года Эстонская общественная телерадиовещательная корпорация открыла приём заявок артистов и композиторов и их записей песен до 6 ноября 2018 года. Все артисты и композиторы должны были иметь эстонское гражданство или быть резидентами Эстонии, и каждый артист и автор песен мог в состоянии представить только максимум три заявки, за исключением авторов песен, участвовавших в песенных лагерях, организованных Эстонской академией песни весной и осенью 2016 года. Иностранное сотрудничество было разрешено до тех пор, пока 50 % авторов песен были эстонцами. За песни, представленные на конкурсе, взимался гонорар, €25 за песню на эстонском языке и €50 за песню на английском и (или) на других языках. Всего было 216 добровольцев. Жюри из 12 членов отобрали лучших 24 артиста с их песнями, которые были объявлены на развлекательной программе Ringvaade 15 ноября 2018 года. В жюри вошли Ивар Муст (композитор), Ленна Куурмаа (певица и композитор), Каупо Карельсон (ТВ-продюсер), Леен Кадакас (менеджер Universal Music Baltics), Вайдо Паннель (музыкальный редактор Radio Sky+), Аллан Роосилехт (ведущий на Star FM), Лаура (певица), Карл-Эрик Таукар (певица), Дагмар Ойа (певец), Рольф Роосалу (певец), Ренее Меристе (музыкальный менеджер) и Стен Теппан (музыкальный редактор Vikerradio).
Из всех участников национального отбора были Яан Пехк, представивший Эстонию на конкурсе песни Евровидение 2003 в составе группы Ruffus, Сандра Нурмсалу, представившая Эстонию на конкурсе песни Евровидение 2009 в составе группы Urban Symphony, Биргит Саррап, представившая Эстонию на конкурсе песни Евровидение 2013 и Таня, представившая Эстонию на конкурсе песни Евровидение 2014. Виктор Крон написал себе песню в сотрудничестве со Стигом Рястой, представившем Эстонию на конкурсе песни Евровидение 2015 дуэтом с Элиной Борн.
| Артист                      | Песня                             | Язык       | Песня                          | Композитор(ы)                                              |
| --------------------------- | --------------------------------- | ---------- | ------------------------------ | ---------------------------------------------------------- |
| Around the Sun              | «Follow Me Back»                  | Английский | «Следуй За Мной»               | Daniel Rukovitškin, Georg Eessaar                          |
| Кятлин Мяги и Яан Пехк      | «Parmumäng»                       | Эстонский  | «Игра Престолов»               | Cätlin Mägi, Jaan Pehk                                     |
| Грете Пайа                  | «Kui isegi kaotan»                | Эстонский  | «Если я даже проиграю»         | Грете Пайа, Mihkel Mattisen, Timo Vendt, Kerli Puusepp     |
| Inger                       | «Coming Home»                     | Английский | «Возвращаюсь домой»            | Inger Fridolin, Karl-Ander Reismann                        |
| Iseloomad                   | «Kaks miinust»                    | Эстонский  | «Два минуса»                   | Vilho Meier, Siim Randveer                                 |
| Jennifer Cohen              | «Little Baby El»                  | Английский | «Маленький ребёнок Эл»         | Chris Hierro, Jennifer Marisse Cohen, Luisa Lõhmus         |
| Johanna Eendra              | «Miks sa teed nii?»               | Эстонский  | «Зачем ты это делаешь?»        | Johanna Eendra, Joosep Eendra                              |
| Kadiah                      | «Believe»                         | Английский | «Верь»                         | Kadi Poll                                                  |
| Kaia Tamm                   | «Wo sind die Katzen?»             | Немецкий   | «Где кошки?»                   | Kaia Tamm                                                  |
| Kerli Kivilaan              | «Cold Love»                       | Английский | «Холодная Любовь»              | Kerli Kivilaan, Egert Milder, Andres Kõpper                |
| Lacy Jay                    | «Halleluja»                       | Английский | «Аллилуйя»                     | Ago Teppand, Lacy Nicole Jones, Hugo Martin Maasikas       |
| Lumevärv feat. INGA         | «Milline päev»                    | Эстонский  | «Что за день»                  | Margus Piik, Kermo Hert, Jana Hallas                       |
| Marko Kaar                  | «Smile»                           | Английский | «Лицо»                         | Marko Kaar, Egert Kanep                                    |
| Öed                         | «Öhuloss»                         | Эстонский  | «Корпус»                       | Туули Ранд, Kristel Aaslaid, Bert Prikenfeld, Egert Milder |
| Ranele                      | «Supernova»                       | Английский | «Сверхновый»                   | Marek Rosenberg, Lauri Lembinen, Marco Margna, Anne Loho   |
| Сандра Нурмсалу             | «Soovide puu»                     | Эстонский  | «Плод желаний»                 | Priit Pajusaar, Сандра Нурмсалу, Аапо Ильвес               |
| Sissi                       | «Strong»                          | Английский | «Сильный»                      | Karl-Ander Reismann, Sissi Nylia Benita                    |
| София Рубина-Хантер         | «Deep Water»                      | Английский | «Глубоководье»                 | София Рубина-Хантер, Janika Tenn, Oljana Kallson           |
| Stefan                      | «Without You»                     | Английский | «Без тебя»                     | Stefan Airapetjan, Karl-Ander Reismann                     |
| Sünne Valtri                | «I’ll Do It My Way»               | Английский | «Я Сделаю Это По-Своему»       | Sünne Valtri                                               |
| The Swingers, Таня и Биргит | «High Heels in the Neighbourhood» | Английский | «Высокие каблуки по соседству» | Татьяна Михайлова, Timo Vendt, Mihkel Mattisen             |
| Уку Сувисте                 | «Pretty Little Liar»              | Английский | «Хорошенькая Маленькая Лгунья» | Уку Сувисте, Oliver Mazurtshak                             |
| Виктор Крон                 | «Storm»                           | Английский | «Шторм»                        | Виктор Крон, Стиг Ряста, Vallo Kikas, Fred Krieger         |
| Xtra basic & Emily J        | «Hold Me Close»                   | Английский | «Обними Меня Крепче»           | Andrei Zevakin, Igor Volhonski                             |

### 1-й полуфинал
1-й полуфинал состоялся 31 января 2019 года в спортивном зале Тартуского университета в Тарту, провели его Карл-Эрик Таукар и Пирет Крумм. Из 12 песен в финал прошли песни, вошедшие в шестёрку сильнейших. Всего от жюри и телезрителей было получено 23,372 голосов в 1-м раунде и 7,038 во 2-м раунде.
 1-й раунд (Жюри и телеголосование)
 2-й раунд (только телеголосование)
| 1-й полуфинал — 31 января 2019 | 1-й полуфинал — 31 января 2019    | 1-й полуфинал — 31 января 2019    | 1-й полуфинал — 31 января 2019 | 1-й полуфинал — 31 января 2019 | 1-й полуфинал — 31 января 2019 | 1-й полуфинал — 31 января 2019 | 1-й полуфинал — 31 января 2019 | 1-й полуфинал — 31 января 2019 | 1-й полуфинал — 31 января 2019 | 1-й полуфинал — 31 января 2019 | 1-й полуфинал — 31 января 2019 | 1-й полуфинал — 31 января 2019 |
| Номер                          | Артист                            | Песня                             | Язык                           | Перевод                        | 1-й раунд                      | 1-й раунд                      | 1-й раунд                      | 1-й раунд                      | 1-й раунд                      | 1-й раунд                      | 2-й перевод                    | 2-й перевод                    |
| Номер                          | Артист                            | Песня                             | Язык                           | Перевод                        | Жюри                           | Жюри                           | Телеголосование                | Телеголосование                | Всего                          | Место                          | Телеголосование                | Место                          |
| ------------------------------ | --------------------------------- | --------------------------------- | ------------------------------ | ------------------------------ | ------------------------------ | ------------------------------ | ------------------------------ | ------------------------------ | ------------------------------ | ------------------------------ | ------------------------------ | ------------------------------ |
| 1                              | The Swingers, Таня и Биргит       | «High Heels in the Neighbourhood» | Английский                     | «Высокие каблуки по соседству» | 45                             | 6                              | 2088                           | 7                              | 13                             | 4                              | —                              | —                              |
| 2                              | Marko Kaar                        | «Smile»                           | Английский                     | «Лицо»                         | 5                              | 0                              | 439                            | 0                              | 0                              | 12                             | 252                            | 8                              |
| 3                              | Xtra Basic & Emily J              | «Hold Me Close»                   | Английский                     | «Обними меня крепче»           | 25                             | 1                              | 1802                           | 6                              | 7                              | 8                              | 1202                           | 2                              |
| 4                              | Johanna Eendra                    | «Miks sa teed nii»                | Эстонский                      | «Зачем ты это делаешь?»        | 34                             | 2                              | 796                            | 2                              | 4                              | 10                             | 494                            | 6                              |
| 5                              | Stefan                            | «Without You»                     | Английский                     | «Без тебя»                     | 86                             | 12                             | 2668                           | 8                              | 20                             | 2                              | —                              | —                              |
| 6                              | Сандра Нурмсалу                   | «Soovide puu»                     | Эстонский                      | «Плод желаний»                 | 37                             | 4                              | 1677                           | 5                              | 9                              | 5                              | 1736                           | 1                              |
| 7                              | Jennifer Cohen                    | «Little Baby El»                  | Английский                     | «Маленький ребёнок Эл»         | 42                             | 5                              | 1083                           | 3                              | 8                              | 6                              | 1102                           | 3                              |
| 8                              | София Рубина-Хантер & Janika Tenn | «Deep Water»                      | Английский                     | «Глубоководье»                 | 48                             | 7                              | 747                            | 1                              | 8                              | 7                              | 1073                           | 4                              |
| 9                              | Öed                               | «Öhuloss»                         | Эстонский                      | «Корпус»                       | 36                             | 3                              | 1219                           | 4                              | 7                              | 9                              | 854                            | 5                              |
| 10                             | Виктор Крон                       | «Storm»                           | Английский                     | «Шторм»                        | 82                             | 10                             | 6346                           | 12                             | 22                             | 1                              | —                              | —                              |
| 11                             | Ranele                            | «Supernova»                       | Английский                     | «Сверхновый»                   | 8                              | 0                              | 666                            | 0                              | 0                              | 11                             | 325                            | 7                              |
| 12                             | Inger Fridolin                    | «Coming Home»                     | Английский                     | «Возвращаюсь домой»            | 74                             | 8                              | 3841                           | 10                             | 18                             | 3                              | —                              | —                              |

### 2-й полуфинал
2-й полуфинал состоялся 2 февраля 2019 года в спортивном зале Тартуского университета в Тарту, провели его Карл-Эрик Таукар и Пирет Крумм. Из 12 песен в финал прошли песни, вошедшие в шестёрку сильнейших. Всего от жюри и телезрителей было получено 23,633 голосов в 1-м раунде и 11,175 во 2-м раунде.
 1-й раунд (Жюри и телеголосование)
 2-й раунд (только телеголосование)
| 2-й полуфинал — 2 февраля 2019 | 2-й полуфинал — 2 февраля 2019 | 2-й полуфинал — 2 февраля 2019 | 2-й полуфинал — 2 февраля 2019 | 2-й полуфинал — 2 февраля 2019 | 2-й полуфинал — 2 февраля 2019 | 2-й полуфинал — 2 февраля 2019 | 2-й полуфинал — 2 февраля 2019 | 2-й полуфинал — 2 февраля 2019 | 2-й полуфинал — 2 февраля 2019 | 2-й полуфинал — 2 февраля 2019 | 2-й полуфинал — 2 февраля 2019 | 2-й полуфинал — 2 февраля 2019 |
| Номер                          | Артист                         | Песня                          | Язык                           | Перевод                        | 1-й раунд                      | 1-й раунд                      | 1-й раунд                      | 1-й раунд                      | 1-й раунд                      | 1-й раунд                      | 2-й перевод                    | 2-й перевод                    |
| Номер                          | Артист                         | Песня                          | Язык                           | Перевод                        | Жюри                           | Жюри                           | Телеголосование                | Телеголосование                | Всего                          | Место                          | Телеголосование                | Место                          |
| ------------------------------ | ------------------------------ | ------------------------------ | ------------------------------ | ------------------------------ | ------------------------------ | ------------------------------ | ------------------------------ | ------------------------------ | ------------------------------ | ------------------------------ | ------------------------------ | ------------------------------ |
| 1                              | Sünne Valtri                   | «I’ll Do It My Way»            | Английский                     | «Я сделаю это по-своему»       | 28                             | 1                              | 2729                           | 8                              | 9                              | 7                              | 2828                           | 1                              |
| 2                              | Iseloomad                      | «Kaks miinust»                 | Эстонский                      | «Два минуса»                   | 38                             | 5                              | 762                            | 0                              | 5                              | 10                             | 394                            | 8                              |
| 3                              | Lumevärv & Inga                | «Milline päev»                 | Эстонский                      | «Что за день»                  | 58                             | 8                              | 1386                           | 3                              | 11                             | 5                              | 2284                           | 2                              |
| 4                              | Sissi                          | «Strong»                       | Английский                     | «Сильный»                      | 55                             | 7                              | 2557                           | 6                              | 13                             | 4                              | —                              | —                              |
| 5                              | Кятлин Мяги и Яан Пехк         | «Parmumäng»                    | Эстонский                      | «Игра престолов»               | 37                             | 4                              | 1240                           | 2                              | 6                              | 9                              | 778                            | 6                              |
| 6                              | Kadiah Poll                    | «Believe»                      | Английский                     | «Верь»                         | 49                             | 6                              | 2663                           | 7                              | 13                             | 3                              | —                              | —                              |
| 7                              | Kaia Tamm                      | «Wo sind die Katzen»           | Немецкий                       | «Где кошки?»                   | 20                             | 0                              | 1112                           | 1                              | 1                              | 12                             | 1023                           | 5                              |
| 8                              | Kerli Kivilaan                 | «Cold Love»                    | Английский                     | «Холодная любовь»              | 75                             | 12                             | 1488                           | 5                              | 17                             | 2                              | —                              | —                              |
| 9                              | Грете Пайа                     | «Kui isegi kaotan»             | Эстонский                      | «Если я даже проиграю»         | 22                             | 0                              | 2752                           | 10                             | 10                             | 6                              | 1230                           | 4                              |
| 10                             | Lacy Jay                       | «Halleluja»                    | Английский                     | «Аллилуйя»                     | 35                             | 2                              | 1467                           | 4                              | 6                              | 8                              | 2009                           | 3                              |
| 11                             | Around the Sun                 | «Follow Me Back»               | Английский                     | «Следуй за мной»               | 36                             | 3                              | 842                            | 0                              | 3                              | 11                             | 629                            | 7                              |
| 12                             | Уку Сувисте                    | «Pretty Little Liar»           | Английский                     | «Хорошенькая маленькая лгунья» | 71                             | 10                             | 4635                           | 12                             | 22                             | 1                              | —                              | —                              |

### Финал
Финал состоялся 16 февраля 2019 года в Саку-суурхалль в Таллине, провели его Карл-Эрик Таукар и Пирет Крумм. В финал прошли 12 песен, по пять из обоих полуфиналов. В первом раунде голосовали жюри и телезрители (соотношение 50/50), отобрав три лучшие песни. Три из них, занявшие первые два места в первом раунде, проходят в суперфинал, где определяется победитель. Ими стали «Storm» в исполнении Виктора Крона}, «Without You» в исполнении Стефана и «Pretty Little Liar» в исполнении Уку Сувисте. Публичное телеголосование в суперфинале зарегистрировало 54,896 голосов. В суперфинале победил Виктор Крон с песней «Storm». Публичное телеголосование в суперфинале зарегистрировало 51,148 голосов. В дополнение в интервал-акте выступали Иво Линна, представивший Эстонию на конкурсе песни Евровидение 1996, Геттер Яани, представившая Эстонию на конкурсе песни Евровидение 2011 и Элина Нечаева, представившая Эстонию на конкурсе песни Евровидение 2018. В жюри вошли Стиг Карлсен, AFSHeen, Гуна Зучика, Бен Камп, Кирус Сайди, Лёринк Бубно и Джош Камби.
| Финал — 16 февраля 2019 | Финал — 16 февраля 2019     | Финал — 16 февраля 2019           | Финал — 16 февраля 2019 | Финал — 16 февраля 2019        | Финал — 16 февраля 2019 | Финал — 16 февраля 2019 | Финал — 16 февраля 2019 | Финал — 16 февраля 2019 | Финал — 16 февраля 2019 | Финал — 16 февраля 2019 | Финал — 16 февраля 2019 |
| Номер                   | Артист                      | Песня                             | Язык                    | Перевод                        | Жюри                    | Жюри                    | Телеголосование         | Телеголосование         | Всего                   | Место                   |                         |
| ----------------------- | --------------------------- | --------------------------------- | ----------------------- | ------------------------------ | ----------------------- | ----------------------- | ----------------------- | ----------------------- | ----------------------- | ----------------------- | ----------------------- |
| 1                       | Sissi                       | «Strong»                          | Английский              | «Сильный»                      | 46                      | 8                       | 2990                    | 6                       | 14                      | 4                       |                         |
| 2                       | Lumevärv & Inga             | «Milline päev»                    | Эстонский               | «Что за день»                  | 46                      | 10                      | 2188                    | 2                       | 12                      | 5                       |                         |
| 3                       | Виктор Крон                 | «Storm»                           | Английский              | «Шторм»                        | 25                      | 2                       | 15513                   | 12                      | 14                      | 3                       |                         |
| 4                       | Kerli Kivilaan              | «Cold Love»                       | Английский              | «Холодная любовь»              | 43                      | 7                       | 1481                    | 0                       | 7                       | 9                       |                         |
| 5                       | Xtra Basic & Emily J        | «Hold Me Close»                   | Английский              | «Обними Меня Крепче»           | 21                      | 0                       | 1440                    | 0                       | 0                       | 12                      |                         |
| 6                       | Kadiah Poll                 | «Believe»                         | Английский              | «Верь»                         | 25                      | 3                       | 2287                    | 3                       | 6                       | 10                      |                         |
| 7                       | Sünne Valtri                | «I’ll Do It My Way»               | Английский              | «Я сделаю это по-своему»       | 4                       | 0                       | 2323                    | 4                       | 4                       | 11                      |                         |
| 8                       | Stefan                      | «Without You»                     | Английский              | «Без тебя»                     | 70                      | 12                      | 6132                    | 7                       | 19                      | 1                       |                         |
| 9                       | The Swingers, Таня и Биргит | «High Heels in the Neighbourhood» | Английский              | «Высокие каблуки по соседству» | 26                      | 4                       | 2737                    | 5                       | 9                       | 7                       |                         |
| 10                      | Уку Сувисте                 | «Pretty Little Liar»              | Английский              | «Хорошенькая маленькая лгунья» | 36                      | 5                       | 8987                    | 10                      | 15                      | 2                       |                         |
| 11                      | Inger Fridolin              | «Coming Home»                     | Английский              | «Возвращаюсь домой»            | 24                      | 1                       | 6904                    | 8                       | 9                       | 6                       |                         |
| 12                      | Сандра Нурмсалу             | «Soovide puu»                     | Эстонский               | «Плод желаний»                 | 40                      | 6                       | 1914                    | 1                       | 7                       | 8                       |                         |

| 1  | «Strong»                          | 3  | 10 | 8  | 6  | 6  | 10 | 3  | 46 | 8  |
| 2  | «Milline päev»                    | 4  | 12 |    | 8  | 10 | 4  | 8  | 46 | 10 |
| 3  | «Storm»                           | 5  | 4  | 2  | 3  | 2  | 3  | 6  | 25 | 2  |
| 4  | «Cold Love»                       | 1  | 7  | 5  | 10 | 7  | 6  | 7  | 43 | 7  |
| 5  | «Hold Me Close»                   |    | 6  | 4  | 4  | 4  | 1  | 2  | 21 | 0  |
| 6  | «Believe»                         | 6  | 3  | 6  |    | 3  | 7  |    | 25 | 3  |
| 7  | «I’ll Do It My Way»               | 2  |    |    |    |    | 2  |    | 4  | 0  |
| 8  | «Without You»                     | 7  | 8  | 7  | 12 | 12 | 12 | 12 | 70 | 12 |
| 9  | «High Heels in the Neighbourhood» | 10 |    | 1  | 1  | 8  | 5  | 1  | 26 | 4  |
| 10 | «Pretty Little Liar»              | 12 | 1  | 3  | 7  | 1  | 8  | 4  | 36 | 5  |
| 11 | «Coming Home»                     |    | 5  | 12 | 2  |    |    | 5  | 24 | 1  |
| 12 | «Soovide puu»                     | 8  | 2  | 10 | 5  | 5  |    | 10 | 40 | 6  |

| 1 | Виктор Крон | «Storm»              | Английский | «Шторм»                        | 23270 (46 %) | 1 |
| 2 | Stefan      | «Without You»        | Английский | «Без тебя»                     | 12380 (24 %) | 3 |
| 3 | Уку Сувисте | «Pretty Little Liar» | Английский | «Хорошенькая маленькая лгунья» | 15498 (30 %) | 2 |

## Евровидение 2019
Эстония выступила в 1-м полуфинале, 14 мая 2019 года, под 14-м номером. В 1-м полуфинале заняла 4-е место с 198 баллами и пройдя в финал. В финале Эстония выступала под 18-м номером, заняла 20-е место с 76 баллами.

#### Результаты голосования за Эстонию
| Результаты голосования за Эстонию (1-й полуфинал) | Результаты голосования за Эстонию (1-й полуфинал) | Результаты голосования за Эстонию (1-й полуфинал)  | Результаты голосования за Эстонию (1-й полуфинал) | Результаты голосования за Эстонию (1-й полуфинал) |
| Телеголосование                                   | Телеголосование                                   | Телеголосование                                    | Телеголосование                                   | Телеголосование                                   |
| 12 баллов                                         | 10 баллов                                         | 8 баллов                                           | 7 баллов                                          | 6 баллов                                          |
| ------------------------------------------------- | ------------------------------------------------- | -------------------------------------------------- | ------------------------------------------------- | ------------------------------------------------- |
| - Бельгия - Португалия                            | - Финляндия - Израиль                             | - Чехия - Грузия - Венгрия - Сан-Марино - Словения | - Австралия - Кипр - Исландия - Польша            | - Беларусь - Испания                              |
| 5 баллов                                          | 4 баллов                                          | 3 баллов                                           | 2 баллов                                          | 1 балл                                            |
|                                                   |                                                   | - Греция - Сербия                                  | - Черногория                                      | - Франция                                         |
| Жюри                                              |                                                   |                                                    |                                                   |                                                   |
| 12 баллов                                         | 10 баллов                                         | 8 баллов                                           | 7 баллов                                          | 6 баллов                                          |
| - Беларусь                                        | - Израиль                                         | - Грузия                                           | - Бельгия - Исландия                              | - Финляндия - Венгрия                             |
| 5 баллов                                          | 4 баллы                                           | 3 баллы                                            | 2 баллы                                           | 1 балл                                            |
| - Португалия                                      |                                                   |                                                    |                                                   | - Франция - Сербия - Словения - Испания           |

| Результаты голосования за Эстонию (Финал) | Результаты голосования за Эстонию (Финал) | Результаты голосования за Эстонию (Финал) | Результаты голосования за Эстонию (Финал) | Результаты голосования за Эстонию (Финал) |
| Телеголосование                           | Телеголосование                           | Телеголосование                           | Телеголосование                           | Телеголосование                           |
| 12 баллов                                 | 10 баллов                                 | 8 баллов                                  | 7 баллов                                  | 6 баллов                                  |
| ----------------------------------------- | ----------------------------------------- | ----------------------------------------- | ----------------------------------------- | ----------------------------------------- |
|                                           | - Латвия - Швеция                         | - Дания - Финляндия                       |                                           |                                           |
| 5 баллов                                  | 4 баллы                                   | 3 баллы                                   | 2 баллы                                   | 1 балл                                    |
|                                           | - Литва                                   | - Исландия                                | - Норвегия                                | - Чехия - Ирландия - Словения             |
| Жюри                                      |                                           |                                           |                                           |                                           |
| 12 баллов                                 | 10 баллов                                 | 8 баллов                                  | 7 баллов                                  | 6 баллов                                  |
|                                           |                                           | - Израиль                                 |                                           | - Сербия                                  |
| 5 баллов                                  | 4 балла                                   | 3 балла                                   | 2 балла                                   | 1 балл                                    |
| - Италия - Латвия                         |                                           |                                           | - Дания                                   | - Хорватия - Чехия                        |

#### Баллы, данные Эстонией
| 1-й полуфинал | 1-й полуфинал   | 1-й полуфинал |
| Счёт          | Телеголосование | Жюри          |
| ------------- | --------------- | ------------- |
| 12 баллов     | Финляндия       | Чехия         |
| 10 баллов     | Сан-Марино      | Беларусь      |
| 8 баллов      | Чехия           | Кипр          |
| 7 баллов      | Словения        | Польша        |
| 6 баллов      | Исландия        | Сербия        |
| 5 баллов      | Австралия       | Венгрия       |
| 4 балла       | Бельгия         | Греция        |
| 3 балла       | Венгрия         | Сан-Марино    |
| 2 балла       | Польша          | Исландия      |
| 1 балл        | Бельгия         | Австралия     |

| Финал     | Финал           | Финал       |
| Счёт      | Телеголосование | Жюри        |
| --------- | --------------- | ----------- |
| 12 баллов | Россия          | Швеция      |
| 10 баллов | Норвегия        | Швейцария   |
| 8 баллов  | Нидерланды      | Чехия       |
| 7 баллов  | Словения        | Нидерланды  |
| 6 баллов  | Дания           | Россия      |
| 5 баллов  | Исландия        | Азербайджан |
| 4 балла   | Швейцария       | Сербия      |
| 3 балла   | Швеция          | Франция     |
| 2 балла   | Австралия       | Дания       |
| 1 балл    | Азербайджан     | Беларусь    |